# Mijail Kolganov
Mijail Kolganov (también transliterado como Michael Kolganov, en hebreo: מיכאל קלגנוב‎, en ruso: Михаил Колганов; Taskent, URSS, 24 de octubre de 1974) es un deportista israelí que compitió en piragüismo en la modalidad de aguas tranquilas.
Participó en tres Juegos Olímpicos de Verano, entre los años 2000 y 2008, obteniendo una medalla de bronce en Sídney 2000, en la prueba de K1 500 m. Fue el abanderado de Israel en la ceremonia de apertura de los Juegos Olímpicos de Pekín 2008.
Ganó tres medallas en el Campeonato Mundial de Piragüismo entre los años 1998 y 1999, y siete medallas en el Campeonato Europeo de Piragüismo entre los años 1999 y 2006.
Nació en la Unión Soviética, pero emigró a Israel en 1996, en donde sirvió en las Fuerzas de Defensa.

## Palmarés internacional
| Juegos Olímpicos   | Juegos Olímpicos         | Juegos Olímpicos  | Juegos Olímpicos |
| Año                | Lugar                    | Medalla           | Competición      |
| ------------------ | ------------------------ | ----------------- | ---------------- |
| 2000               | Sídney (Australia)       | Medalla de bronce | K1 500 m         |
| Campeonato Mundial |                          |                   |                  |
| Año                | Lugar                    | Medalla           | Competición      |
| 1998               | Szeged (Hungría)         | Medalla de oro    | K1 200 m         |
| 1998               | Szeged (Hungría)         | Medalla de plata  | K1 500 m         |
| 1999               | Milán (Italia)           | Medalla de oro    | K1 200 m         |
| Campeonato Europeo |                          |                   |                  |
| Año                | Lugar                    | Medalla           | Competición      |
| 1999               | Zagreb (Croacia)         | Medalla de oro    | K1 200 m         |
| 1999               | Zagreb (Croacia)         | Medalla de bronce | K1 500 m         |
| 1999               | Zagreb (Croacia)         | Medalla de bronce | K1 1000 m        |
| 2000               | Poznań (Polonia)         | Medalla de oro    | K1 1000 m        |
| 2000               | Poznań (Polonia)         | Medalla de plata  | K1 500 m         |
| 2001               | Milán (Italia)           | Medalla de plata  | K1 500 m         |
| 2006               | Račice (República Checa) | Medalla de bronce | K2 200 m         |